# Fassa Bortolo (wielerploeg)/2005
Samenstelling van de Fassa Bortolo-wielerploeg in 2005:

## Ploeg 2005
| Naam                    | Geboortedatum | Nationaliteit | Ploeg 2004      |
| ----------------------- | ------------- | ------------- | --------------- |
| Andrus Aug              | 22-05-1972    | Estland       | Domina Vacanze  |
| Fabio Baldato           | 13-06-1968    | Italië        | Alessio         |
| Lorenzo Bernucci        | 15-09-1979    | Italië        | Landbouwkrediet |
| Paolo Bossoni           | 02-07-1976    | Italië        | Lampre          |
| Marzio Bruseghin        | 15-06-1974    | Italië        |                 |
| Fabian Cancellara       | 18-03-1981    | Zwitserland   |                 |
| Francesco Chicchi       | 27-11-1980    | Italië        |                 |
| Massimo Codol           | 27-02-1973    | Italië        |                 |
| Claudio Corioni         | 26-12-1982    | Italië        | Beloften        |
| Mauro Facci             | 11-05-1982    | Italië        |                 |
| Juan Antonio Flecha     | 17-09-1977    | Spanje        |                 |
| Dario Frigo             | 18-09-1973    | Italië        |                 |
| Massimo Giunti          | 29-07-1974    | Italië        | Domina Vacanze  |
| Volodymyr Hoestov       | 15-02-1977    | Oekraïne      |                 |
| Andrej Hauptman         | 05-05-1975    | Slovenië      | Lampre-Caffita  |
| Kim Kirchen             | 03-07-1978    | Luxemburg     |                 |
| Gustav Larsson          | 20-09-1980    | Zweden        |                 |
| Vincenzo Nibali         | 14-11-1984    | Italië        | Beloften        |
| Alberto Ongarato        | 24-07-1975    | Italië        |                 |
| Alessandro Petacchi     | 03-01-1974    | Italië        |                 |
| Roberto Petito          | 01-02-1971    | Italië        |                 |
| Fabio Sacchi            | 22-05-1974    | Italië        |                 |
| Julian Sanchez Pimienta | 26-02-1980    | Spanje        |                 |
| Kanstantsin Siwtsow     | 09-08-1982    | Wit-Rusland   | Beloften        |
| Matteo Tosatto          | 14-05-1974    | Italië        |                 |
| Marco Velo              | 09-03-1974    | Italië        |                 |

## Teams

### 09.02.2005–13.02.2005:Ronde van de Middellandse Zee
91. Dario Frigo
92. Paolo Bossoni
93. Massimo Giunti
94. Francesco Chicchi
95. Fabio Sacchi
96. Mauro Facci
97. Andrej Hauptman
98. Kim Kirchen
Bouygues Télécom · Cofidis, Le Crédit par Téléphone · Crédit Agricole · Team CSC · Davitamon - Lotto · Discovery Channel Pro Cycling Team · Domina Vacanze · Euskaltel - Euskadi · Fassa Bortolo · La Française des Jeux · Team Gerolsteiner · Illes Balears - Caisse D'Espargne · Lampre - Caffita · Liberty Seguros - Würth Team · Liquigas - Bianchi · Phonak Hearing Systems · Quick Step - Innergetic · Rabobank · Saunier Duval - Prodir · T-Mobile Team